# 福島県立葵高等学校
福島県立葵高等学校（ふくしまけんりつあおいこうとうがっこう）は、福島県会津若松市西栄町にある県立高等学校。

## 概要
旧校名は福島県立会津女子高等学校、旧略称は「会女（かいじょ）」。1893年（明治26年）に海老名リンが創立した「私立会津女学校」を前身とする。1948年（昭和23年）の学制改革により、新制高等学校となった。2002年（平成14年）には現校名に改称し、男女共学化した。

## 沿革
- 1893年（明治26年） - 私立会津女学校として開校。
- 1905年（明治38年） - 若松市立会津女子技芸学校となる。
- 1909年（明治42年） - 福島県立会津高等女学校として創立。
- 1948年（昭和23年） - 学制改革により、福島県立会津女子高等学校となる。普通科を設置。
- 2002年（平成14年） - 福島県立葵高等学校と改称、同時に男女共学となる。

## 設置課程
- 全日制課程
  - 普通科（2019年（令和元年）度入学生から5クラス）

## 進路概況
国公立大学の現役合格者数は、例年60人前後である。

## 部活動

### 実績
合唱部は、第60回全日本合唱コンクールで、Bグループ金賞（文部科学大臣賞）を受賞した。

### 運動部
- 野球部
- ソフトボール部
- バスケットボール部
- バレーボール部
- バドミントン部
- 卓球部
- 陸上競技部
- 水泳部
- 弓道部
- ソフトテニス部
- テニス部
- なぎなた部
- サッカー部

### 文化部
- 演劇部
- 合唱部
- 外国語部
- 吹奏楽部
- 書道部
- 茶道部
- 美術工芸部
- コンピューター部
- 生活部
- ギターマンドリン部
- 舞踊部

## 交通
- JR只見線・七日町駅下車。

## 著名な出身者
※ 五十音順
- 小野美希（元テレビユー福島アナウンサー）
- 唐橋ユミ（フリーアナウンサー）
- 坂口風詩（モデル）
- 中野知美（フリーアナウンサー）
- 目黒貴子（競馬キャスター）
- 和田洋子（前民主党参議院議員）